# Bodhisattva

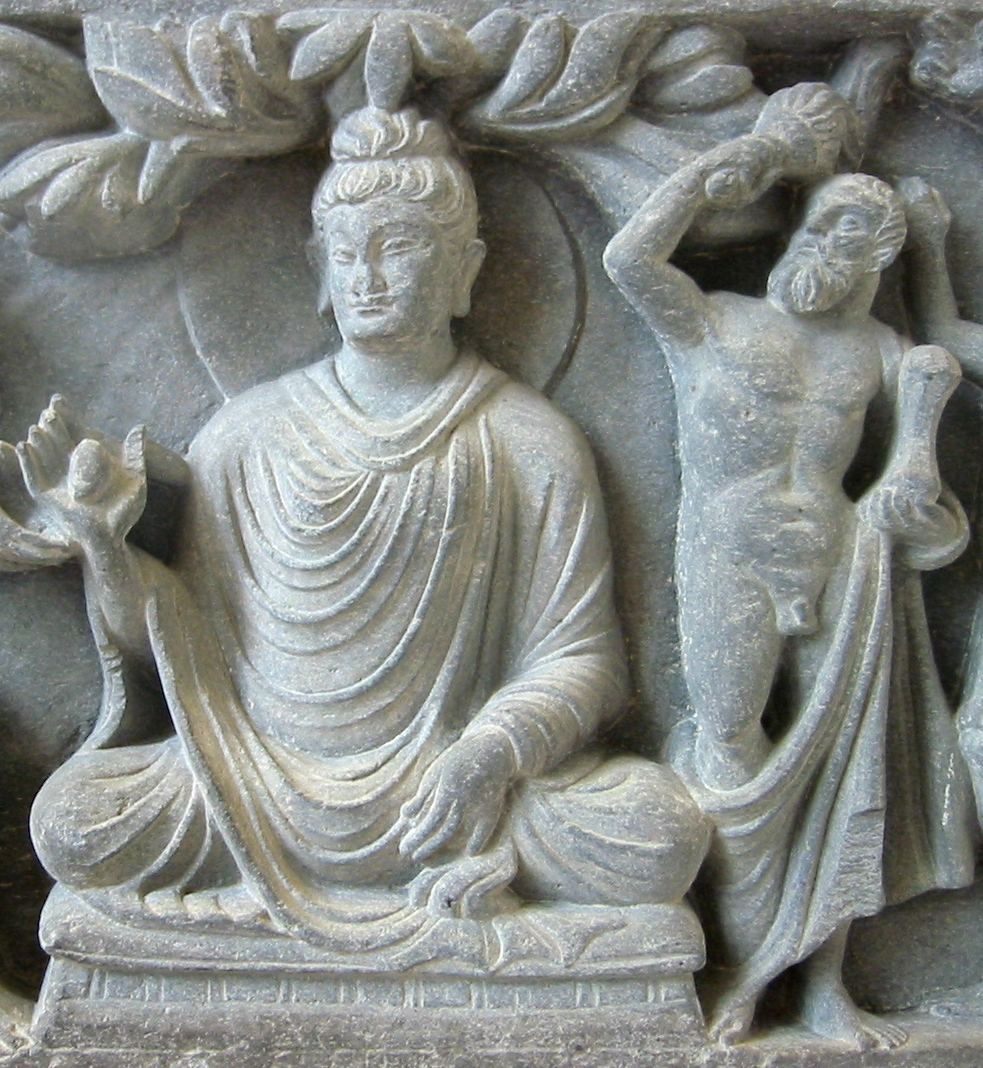
Bodhisattva

Bodhisattva és un terme propi del budisme que fa referència a algú embarcat en el camí del Buda de manera significativa. És un terme compost: bodhi ("suprem coneixement ", il·luminació) i sattva (ser). Així doncs, fa referència a un ésser embarcat a la recerca de la suprema il·luminació.
En el budisme primigeni, es fa servir per a referir-se a algú que està en el camí de la budeïtat. D'aquesta manera es va usar extensivament per referir-se al temps de Buda previ a la seva il·luminació. Així, la seva vida o anteriors vides són personificades com una sèrie de proves existencials la resolució que aniran apropant a realitzar la completa il·luminació. Aquest punt de vista està present encara en el budisme Theravada, on es conserva el primigeni ideal de l'arhat i el terme bodhisattva es fa servir per referir-se a l'evolució històrica del Buda.
El budisme Mahayana li atorgarà un caràcter heroic que serà principal per poder diferenciar-lo com a moviment. Al Mahayana, el bodhisattva es convertirà en un ideal de vida al qual tot seguidor budista aspirarà. Adquirirà també un significat universalista amb el qual hi haurà l'objectiu d'un alliberament universal que inclogui tots els éssers vius. Aquesta idea universalista serà fonamental en aquest tipus de budisme en tota la seva història.